# Chronic Town
Albums de R.E.M.
Murmur
(1983)
Chronic Town est le premier EP du groupe de rock alternatif américain R.E.M., sorti le 24 août 1982 sur I.R.S. Records. Chronic Town est la première illustration du style musical caractéristique de R.E.M. : guitares tintantes, accords joués en arpège, voix murmurées et paroles obscures.

## Liste des pistes
Toutes les chansons sont écrites et composées par Bill Berry, Peter Buck, Mike Mills et Michael Stipe.
| No | Titre                       | Durée |
| -- | --------------------------- | ----- |
| 1. | Wolves, Lower               | 4:10  |
| 2. | Gardening At Night          | 3:29  |
| 3. | Carnival of Sorts (Boxcars) | 3:52  |
| 4. | 1,000,000                   | 3:07  |
| 5. | Stumble                     | 5:41  |

## Personnel
R.E.M.
- Bill Berry – batterie, chant
- Peter Buck – guitare
- Mike Mills – basse, chant
- Michael Stipe – chant